# 內韋斯蒂諾灣
62°20′17″S 59°37′46″W / 62.33806°S 59.62944°W

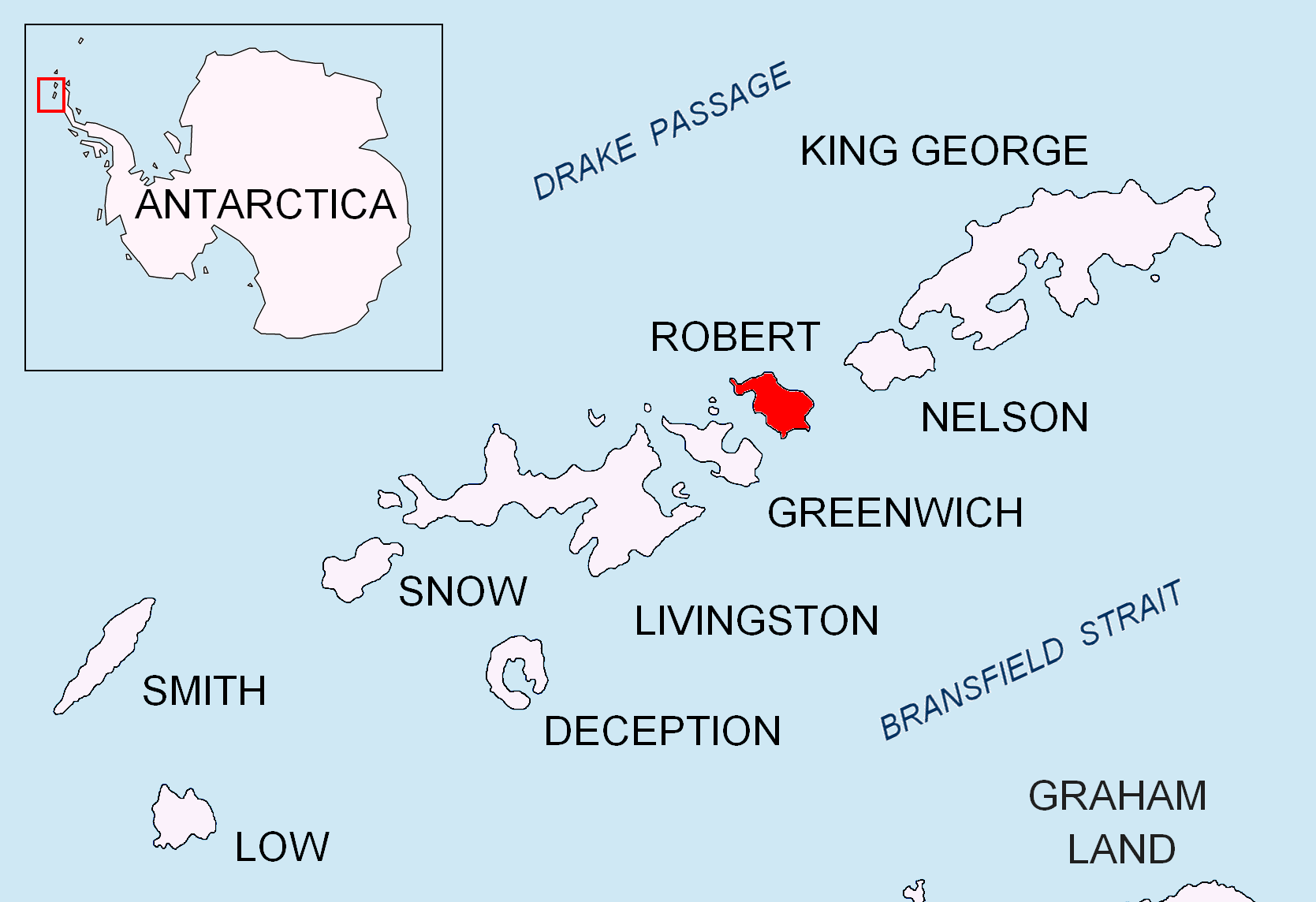

內韋斯蒂諾灣（Nevestino Cove），是南極洲的海灣，位於南設得蘭群島的羅伯特島北岸，處於卡塔里納角和哈默角之間，長1.5公里、寬1.55公里，以保加利亞城鎮命名，現時由南極條約體系管理。